# 소하르 SC
소하르 SC(아랍어: نادي صحار الرياضي)는 소하르를 연고로 하는 오만의 축구단이다. 현재 오만 프로리그에 참가하고 있다.

## 우승
- 오만 프로리그: 1982–83, 1984–85, 1989–90, 1991–92, 1992–93, 1993–94, 1998–99, 2000–01, 2004–05, 2016–17, 2018–19
- 술탄 카부스컵: 2009, 2016
- 오만 프로리그컵: 2013
- 오만 슈퍼컵: 2010, 2016
- 오만 1부 리그: 2011–12